# 27789 Astrakhan
27789 Astrakhan là một tiểu hành tinh vành đai chính với chu kỳ quỹ đạo là 1965.5803941 ngày (5.38 năm).
Nó được phát hiện ngày 23 tháng 1 năm 1993.